# Liste der Gedenktafeln in Berlin-Rosenthal
Die Liste der Gedenktafeln in Berlin-Rosenthal enthält die Namen, Standorte und, soweit bekannt, das Datum der Enthüllung von Gedenktafeln.
Die Liste ist nicht vollständig.

## Rosenthal
| Bild | Name               | Standort       | Datum der Enthüllung |
| ---- | ------------------ | -------------- | -------------------- |
|      | Carl von Ossietzky | Mittelstraße 6 |                      |